# Artes das Gerais
Artes das Gerais (z port. 'Sztuki z Gerais') była grupą capoeira zrzeszającą uczniów oraz instruktorów i mistrzów. Została założona 26 listopada 1992 roku w Belo Horizonte (stan Minas Gerais) przez contra-mestres Museu, Aranha, Nem i professores Grande i Marcelinho.

## Artes das Gerais na świecie
Artes das Gerais została założona przez uczniów Mestre Reinaldo, który postanowił przejść z "Morro do Santana" do innej grupy zabierając młodszych uczniów, a starszym pozostawiając wolną rękę. Po pewnym czasie contra-mestre Marcelinho również przeniósł się do innej grupy, contra-mestre Aranha założył własną, a professor Grande rozpoczął studia na uniwersytecie i przestał trenować capoeira.
Grupa wiele zawdzięcza serdecznym przyjaciołom: Mestre Paulinho Sabia (z grupy Capoeira Brasil) i Mestre Gato (z grupy Senzala), którzy bardzo dużo zrobili dla jej rozwoju. Pewnego dnia doszli oni do wniosku, że wielka praca, jaka została wykonana przez osoby przewodniczące grupie Artes das Gerais zasługuje na równie wielką nagrodę. Tak więc 5 grudnia 1995 roku w ginásio do colégio PIO XII w Belo Horizonte ówczesny contra-mestre Museu został mestre. Za ogromną i bardzo ważną pracę na rzecz propagowania capoeira w Europie contra-mestre Nem dnia 14 czerwca 1996 roku również otrzymał tytuł mestre.

## Artes das Gerais w Europie
W lutym 1993 Mestre Nem przybył z Brazylii do Europy, gdzie przez pierwszy rok jeździł po całym kontynencie - głównie Niemczech, Hiszpanii, Włoszech i Holandii dając pokazy i organizując warsztaty. W 1994 roku uczestniczył w warsztatach w Berlinie organizowanych przez aluna Canaria, z czyjej pomocą założył w Berlinie pierwszą europejską filię Artes das Gerais. Canaria została matką trójki dzieci i nie wróciła już do capoeira. Mestre Nem powierzył sekcję w Berlinie opiece Instrutor Montanha (którego potem zastąpili Instrutorzy Curió, Espirito, a po nich Kojak) i w 1997 roku przeniósł się do Hamburga, gdzie utworzył następną sekcję, która bardzo szybko się rozrosła. Od tego czasu Mestre Nem kieruje Artes das Gerais z głównej siedziby w Hamburgu.

## Artes das Gerais w Polsce
W lipcu 1998 roku dwóch capoeiristas z Polski: Frances i Piriquito przyjechali do Hamburga, by wziąć udział w warsztatach, na których spotkali Mestre Nem. Zafascynowani capoeira postanowili zaprosić go do Polski. W listopadzie Mestre Nem przyjechał, by poprowadzić pierwsze warsztaty, a po roku zadecydował o założeniu w Katowicach pierwszej polskiej filii Artes das Gerais Polonia. Obecnie grupa ma swoją główną siedzibę w Warszawie i działa prężnie pod przewodnictwem Professor Coxinha, który wraz z Padre, Sino, Bambu, Faisca, Esquecido, Careca, Tesoura, Coco, Feijao, Andorinha, i Guerreira tworzy trzon grupy w Polsce. Instruktorzy prowadzący zajęcia w Polsce zostali wyróżnieni i otrzymali pierwszą nagrodę na ogólnoświatowej prezentacji grup na Summer Meeting 2000 i 2001 w Hamburgu, co zostało dokładnie opisane w brazylijskim piśmie poświęconym Capoeira "Revista Capoeira".

## Rozpad
W 2005 roku obaj prowadzący grupę Mestres: Nem i Museu uznali za konieczne rozdzielenie własnej pracy. Wtedy to cała grupa podzieliła się na dwie osobne: Fundacao Internacional Capoeira Artes das Gerais (z port. międzynarodowa fundacja capoeira 'Sztuki z Gerais') oraz Escola de Aprendizagem Capoeira Artes das Gerais (z port. szkoła nauczania capoeira 'Sztuki z Gerais'). Z czasem ta druga - dla uniknięcia pomyłek i zakończenia sporów o prawa autorskie - zmieniła logo i nazwę na Grupo de Capoeira Camangula.
Rozpad spowodował również podziały pośród instruktorów i uczniów, w wyniku czego w Polsce praktycznie całość grupy pozostała pod kierownictwem Mestre Nem. W 2004 roku ówczesny Instrutor Coxinha zdecydował się oddzielić swoją pracę od Mestre Nem, przechodzą z powrotem pod przewodnictwo Mestre Museu, przez co od tego czasu grupa przyjęła nazwę Fundacao Internacional Capoeira Artes das Gerais.